# Castello di Rocchetta
Das Castello di Rocchetta ist eine Burgruine aus dem 8. oder 9. Jahrhundert in Rocchetta, einem Ortsteil von Rocchetta e Croce in der italienischen Region Kampanien.

## Geschichte und Beschreibung
Die Burg wurde zwischen dem 8. und dem 9. Jahrhundert errichtet, um die Bauern von Giano und die Bewohner der Bauernhöfe im Valle di Assano vor den Überfällen der Sarazenen zu schützen. Sie wurde aber von den Sarazenen erobert und diente ihnen sowohl als Vorposten als auch zur Bewachung der Sklaven, die später an die Araber verkauft wurden. Später wurde die Burg ein Lehen der Bischöfe von Calvi, die sie in eine Art Einsiedelei umwandelten, sodass sie ein Ort des Gebetes wurde.
Die Burg war auf drei Seiten von überhängenden Abstürzen umgeben und lag auf der vierten Seite in der Nähe eine steilen Abhangs; sie zeigte den auch für die anderen Burgen aus dieser Zeit in der Gegend typischen Aufbau: Eine befestigte Umfassungsmauer, einen Turm am Eingangstor und ein Magazin. Von der Umfassungsmauer und dem Eingangstor ist keine Spur mehr geblieben.